# Cratere Deborah
Deborah  è un cratere sulla superficie di Venere.